# Albacete (Gerichtsbezirk)
Der Gerichtsbezirk Albacete ist einer der sieben Gerichtsbezirke in der Provinz Albacete.
Der Bezirk umfasst 16 Gemeinden auf einer Fläche von 3.344,73 km² mit dem Hauptquartier in Albacete.

## Gemeinden
| Gemeinde                   | Einwohner (2024) | Fläche km² | Dichte Einw./km² | Cod INE | Postleitzahl |
| -------------------------- | ---------------- | ---------- | ---------------- | ------- | ------------ |
| Albacete                   | 174.137          | 1.125,91   | 155              | 02003   | 02001–02007  |
| Alcadozo                   | 641              | 99,58      | 6                | 02006   | 02124        |
| Balazote                   | 2.379            | 65,15      | 37               | 02012   | 02320        |
| Barrax                     | 1.864            | 189,86     | 10               | 02015   | 02639        |
| Chinchilla de Monte-Aragón | 4.626            | 680,03     | 7                | 02029   | 02520        |
| Corral-Rubio               | 302              | 94,76      | 3                | 02027   | 02693        |
| La Gineta                  | 2.635            | 136,75     | 19               | 02035   | 02110        |
| La Herrera                 | 303              | 63,40      | 5                | 02038   | 02162        |
| Hoya-Gonzalo               | 593              | 114,57     | 5                | 02040   | 02696        |
| Peñas de San Pedro         | 1.466            | 158,75     | 9                | 02060   | 02120        |
| Pétrola                    | 665              | 74,61      | 9                | 02061   | 02692        |
| Pozo Cañada                | 2.692            | 117,16     | 23               | 02901   | 02510        |
| Pozohondo                  | 1.553            | 136,54     | 11               | 02063   | 02141        |
| Pozuelo                    | 467              | 133,78     | 3                | 02065   | 02327        |
| San Pedro                  | 1.185            | 83,12      | 14               | 02071   | 02326        |
| Valdeganga                 | 1.961            | 70,76      | 28               | 02075   | 02150        |
| Gerichtsbezirk Albacete    | 197.469          | 3.344,73   | 59               | –       | –            |